# Future Islands
Future Islands és una banda musical nascuda a Greenville (Carolina del Nord), però amb seu permanent a Baltimore composta per Gerrit Welmers (teclats), William Cashion (baix elèctric), Samuel T. Herring (veu) i el batería Mike Lowry. El grup destaca per les actuacions damunt l'escenari del líder, cantant i autor de les lletres Samuel T. Herring.

## Història

### Formació i primer àlbum (Wave like home)
William Cashion i Samuel T. Herring es van conèixer com a estudiants a la East Carolina University a Greenville, Carolina del Nord, el 2003, i van formar la banda Art Lord & the Self-Portraits durant la seva estada a la universitat. Samuel T. Herring també va convidar al seu amic de la infància Gerrit Welmers. Els altres membres eren Adam Beeby i Kymia Nawabi.
Future Islands es va formar l'any 2006, amb Gerrit Welmers, William Cashion, Samuel T. Herring i el baterista Erick Murillo, després que Art Lord i els Self-Portraits se separessin. A l'abril de 2006 es va editar el seu debut Little Avances EP que va ser totalment autoproduït.
El seu primer àlbum de llarga durada, Wave Like Home, va ser gravat al Backyard Skateshop a Greenville, Carolina del Nord, el 2007 amb el productor Chester Endersby Gwazda i llançat per la discogràfica anglesa Upset the Rhythm, al 2008.

### Segon àlbum (In Evening Air)i tercer(On the Water)
L'octubre de 2007, Erick Murillo abandonar la banda i, el 2008, Future Islands es van traslladar a Baltimore, Maryland.
En 2009 van signar amb la discogràfica americana Thrill Jockey, amb la qual va treure el seu segon àlbum, In Evening Air, en 2010. El seu tercer àlbum On The Water va ser gravat a Elizabeth City, Carolina del Nord, el 2011 amb el productor Chester Endersby Gwazda i llançat en el mateix any.

### Quart àlbum (Singles)
En 2014 van signar amb la discogràfica 4AD, que va distribuir el seu àlbum: Singles. Va ser llançat el 24 de març de 2014. Produït i dirigit per Chris Coady, que ha dirigit vídeos i produccions de bandes com Beach House, Yeah Yeah Yeahs, Grizzly Bear. El senzill de l'àlbum "Seasons (Waiting on you)" va ser nomenat la millor cançó de l'any per Pitchfork i per la revista NME el 2014.
El dia 3 de març de 2014, Future Islands va tenir una aparició en el programa televisiu The Late Show amb David Letterman.
Alguns dels concerts i festivals musicals notables en els quals la banda ha estat presentada han estat, el Coachella Music Festival (California, abril de 2014); el Sasquatch Music Festival (Washington, maig de 2015); i el Pitchfork Music Festival (Chicago, juliol de 2015). El 28 de juny de 2015, la banda va tocar a Festival Glastonbury (Pilton, Anglaterra).

### Cinquè àlbum (The Far Field)
El 2016, Future Islands es va prendre un altre descans de la gira, i va començar a escriure el seu cinquè àlbum, al gener, al petit poble costaner d'Avon a Carolina del Nord. William Cashion va afirmar: "Teníem una casa a la platja a Carolina del Nord, al final de l'hivern. No hi havia ningú més que nosaltres. Podies mirar per qualsevol finestra de la casa de quatre pisos i podies veure l'oceà. Ens vam establir a la sala. Ens aixecavem cada dia i començavem a improvisar, després de prendre'ns un cafè, i ens hi passavem tot el dia. Allà hi vam escriure unes vuit cançons, tres d'elles van ser incloses en l'àlbum".
Van gravar The Far Field el novembre de 2016, a Califòrnia, amb el productor John Congleton. L'àlbum va ser llançat el 7 d'abril de 2017, i el single principal "Ran" va sortir el 31 de gener de 2017. Va seguir el senzill "Cave" el 24 de març. L'àlbum compta amb un duet amb Debbie Harry de Blondie. Com en l'àlbum In Evening Air, el títol ve de la poesia de Theodore Roethke i la portada és una obra titulada Chrysanthemum Trance de Kymia Nawabi.

## Estil musical i influències
Al conjunt nord-americà se'ls ha posat la etiqueta de ser una banda musical de Synthpop, però ells mateixos refusen aquesta definició. En alguna ocasió s'han autodefinit com una banda de post-wave, com a resultat del romanticisme del new wave combinat amb la força del Post-punk.
Els diferents membres de la banda provenen d'orígens musicals: Samuel T. Herring va créixer escoltant i interpretant Hip-hop, Gerrit Welmers prové del punk rock i del Heavy metal, i William Cashion, el baixista, ve de l'Indie rock, el Grunge i el krautrock. Bona part de les influències de Synthpop de la banda provenen d'ell. Joy Division, New Order o Pixies són alguns dels grups referents més destacables de la banda.

## Discografia
- Wave Like Home (2008)
- In Evening Air (2010)
- On the Water (2011)
- Singles (2014)
- The Far Field (2017)
- As Long as You Are (2020)